# L'amico sfigato
L'amico sfigato (Marche à l'ombre) è un film del 1984 diretto da Michel Blanc.
Il titolo originale, Marche à l'ombre, riprende quello di una canzone del 1980 del cantautore francese Renaud che a un certo punto del film viene cantata dallo stesso protagonista e regista Michel Blanc, alla sua opera prima, con il solo accompagnamento della chitarra.

## Trama
François e Denis, due amici spiantati, attraversano tutta la Francia, da Marsiglia a Parigi, per raggiungere un fantomatico amico che dia loro un lavoro.
Constatato che l'amico è scomparso, i due devono arrangiarsi e fanno quello che possono. Denis, è un piagnucolone ipocondriaco buono a nulla. François, che è un bravo musicista, si innamora perdutamente della bella Mathilde. Lei, ballerina di talento, ricambia ma di lì a pochi giorni dovrà trasferirsi per sei mesi a New York per l'occasione della vita.
Quando decide di rimanere, François, con generosità, le dice che sta sbagliando e che per lei è meglio seguire il suo sogno professionale che non assecondare l'amore di uno squattrinato. Dopo averci riflettuto, con dolore, lei dà retta a François e i due si dicono addio.
Cacciati anche dall'alloggio abusivo che avevano rimediato, i due, dopo aver rischiato di essere coinvolti in un traffico di merce rubata, cercano di "tornare alla legalità" suonando all'interno della metropolitana. Ma qui devono fare i conti con dei malviventi che regolano i punti di sosta dei richiedenti elemosina. François ha una reazione violenta e i tre brutti ceffi si fanno minacciosi con un coltello. Denis allora per salvare l'amico mette a rischio la propria vita. Fortunatamente Denis ne esce illeso, ed entrambi sono così sani e salvi e più uniti di prima.
François raccoglie poi la raccomandazione di un musicista fattogli conoscere dagli amici africani che avevano dato loro alloggio. 
Così, con un passaggio su una bananiera, i due approdano a New York, dove François può sfruttare un'opportunità lavorativa concreta, e sperare di ritrovare la sua Mathilde, avendo sempre a fianco l'amico Denis.

## Produzione
Il regista nonché coprotagonista, al suo primo lungometraggio, aveva pensato inizialmente a Bernard Giraudeau per la parte dell'amico, e a Mathilda May per quello della sua ragazza. Quando si è programmata la produzione del film risultavano entrambi occupati, così optò per Gérard Lanvin, sua vecchia conoscenza, e Sophie Duez, modella mai apparsa prima sullo schermo.

## Riconoscimenti
- 1985 - Premio César
  - Candidatura come migliore promessa femminile Sophie Duez
  - Candidatura come migliore opera prima Michel Blanc